# Kurzfassung
Von einer Kurzfassung spricht man, wenn zu einem  wissenschaftlichen Werk, einem Sachtext oder einem literarischen Text eine kürzere Version existiert. In der Regel entstehen Kurzfassungen durch nachträgliche Kürzungen der Langfassung. Das Ausmaß der Kürzung kann je nach ihrem Zweck stark differieren. Es reicht von der Auslassung von Einzelstellen (z. B. Bearbeitungen ad usum Delphini) bis zur Reduktion auf einen Bruchteil des Umfangs.

## Kurzfassungen von literarischen Werken
Auch bei Romanen, bei manchen Filmen und vereinzelt bei Musikstücken gibt es Lang- und Kurzfassungen, die sich aber in der Länge weniger unterscheiden als bei Wissens- und Sachtexten. In der Erzählliteratur des Mittelalters waren individuell hergestellte Kurzfassungen nicht selten, die gewöhnlich eine Reduktion auf die summa facti (Hauptstrang des Geschehens) bieten und kommentierende wie amplifizierende Passagen (Beschreibungen, Exkurse) entfernen.

## Kurzfassungen von Sachtexten
Kurzfassungen kann es von verschiedensten Publikationen geben: Artikel in Fachzeitschriften und in Zeitungen,  Diplom- und Doktorarbeiten, Reportagen, Lebensläufe und Glossen, Reden, Radio-Features, Wetterberichte und anderen. 
Kurzfassungen von wissenschaftlichen oder Sachtexten können folgende Funktionen erfüllen:
- Den Leser auf das Thema neugierig machen;
- Ihm die Entscheidung erleichtern, ob die Lektüre des ganzen Textes für ihn lohnend sein kann;
- Den Leser mit den Hauptthesen vertraut machen, ohne dass dieser sich mit den Details beschäftigen muss;
- Querverbindungen zu anderen Themen aufzeigen;
- Mit Kurzfassungen in anderen Sprachen auch jenen Lesern die Grundideen darbieten, die die Veröffentlichungssprache nicht beherrschen.

## Spezielle Vorgaben für wissenschaftliche Werke (Abstracts)
Die Vorgaben für Kurzfassungen richten sich nach dem Umfang des Werks:
- Bei wissenschaftlichen Fachartikeln wird meist eine Kurzfassung als Abstract von wenigen Zeilen bevorzugt. Nur bei langen Artikeln gestatten manche Zeitschriften einen Umfang von bis zu ¼ Seite.
  - International ist Englisch die Standardsprache für Kurzfassungen;
  - seit etwa 1990 sind im deutschen und romanischen Sprachraum zusätzliche (oder alleinige) englische Summaries gebräuchlich.
- Bei Kurzfassungen zu Vorträgen, die für Tagungen und Kongresse eingereicht werden, ist ein Umfang von 200 bis 300 Wörtern üblich. Im Regelfall muss die Kurzfassung beim Einreichen des Beitrags mitgeliefert werden.
- Bei Diplomarbeiten und ähnlichen Werken (Bachelor-Arbeit, Masterthesis, u. ä.) soll die Kurzfassung eine halbe bis ganze Seite umfassen und in allgemein verständlicher (nicht spezieller) Fachsprache die Arbeit, ihre Ziele und Querverbindungen beschreiben. Die Kurzfassung wird in diesem Zusammenhang häufig auch als „Management Summary“ bezeichnet. In dieser Form wird sie i. d. R. der eigentlichen Arbeit vorangestellt. Häufig enthält das Management Summary auch eine eigene Wertung des Themas, einen Ausblick in die Zukunft sowie die Beantwortung der Hypothese, die in der Arbeit bearbeitet wird (Vgl. Lück, Wolfgang: Technik des wissenschaftlichen Arbeitens. 9. Auflage. München 2003, Seite 18–60).